# Coupe du Liechtenstein de football 2014-2015
Navigation
Édition précédente Édition suivante
La coupe du Liechtenstein 2014-2015 de football est la 70e édition de la Coupe nationale de football, la seule compétition nationale du pays en l'absence de championnat. Le vainqueur de la compétition se qualifie pour le premier tour préliminaire de la Ligue Europa 2015-2016.
Elle débute le 26 août 2014 et se conclut le 13 mai 2015, jour de la finale disputée au Rheinpark Stadion de Vaduz.
Les sept équipes premières du pays ainsi que plusieurs équipes réserves de ces clubs, soit dix-huit équipes au total, s'affrontent dans des tours à élimination directe. 

## Premier tour
Le premier tour concerne les équipes réserves ainsi que les clubs du FC Schaan, du FC Triesen et du FC Triesenberg.
| Date         | Équipe 1              | Résultat        | Équipe 2             |
| ------------ | --------------------- | --------------- | -------------------- |
| 26 août 2014 | FC Balzers II         | 1 - 1 4 - 1 tab | FC Triesen           |
| 27 août 2014 | USV Eschen/Mauren III | 1 - 0           | FC Triesenberg II    |
| 26 août 2014 | FC Triesen II         | 1 - 7           | FC Schaan            |
| 27 août 2014 | FC Schaan III         | 0 - 2           | FC Triesenberg       |
| 27 août 2014 | FC Balzers III        | 0 - 4           | USV Eschen/Mauren II |
| 27 août 2014 | FC Vaduz III          | 0 - 3           | FC Ruggell II        |

## Deuxième tour
Le deuxième tour voit l'entrée en lice du FC Balzers et du FC Vaduz U23.
| Date              | Équipe 1              | Résultat | Équipe 2       |
| ----------------- | --------------------- | -------- | -------------- |
| 30 septembre 2014 | USV Eschen/Mauren II  | 0 - 7    | FC Balzers     |
| 30 septembre 2014 | FC Ruggell II         | 1 - 3    | FC Balzers II  |
| 1er octobre 2014  | FC Schaan             | 1 - 4    | FC Vaduz U23   |
| 14 octobre 2014   | USV Eschen/Mauren III | 0 - 1    | FC Triesenberg |

## Quarts de finale
Les quarts de finale voient l'entrée en lice des demi-finalistes de l'édition précédente : le FC Vaduz, l'USV Eschen/Mauren, le FC Ruggell et le FC Schaan Azzurri.
| Date            | Équipe 1          | Résultat | Équipe 2          |
| --------------- | ----------------- | -------- | ----------------- |
| 4 novembre 2014 | FC Schaan Azzurri | 0 - 5    | USV Eschen/Mauren |
| 5 novembre 2014 | FC Ruggell        | 1 - 2 ap | FC Vaduz          |
| 31 mars 2015    | FC Triesenberg    | 2 - 0    | FC Balzers II     |
| 7 avril 2015    | FC Vaduz U23      | 3 - 1    | FC Balzers        |

## Demi-finales
Les équipes qualifiées à ce stade de la compétition commenceront la prochaine édition directement en quart de finale. C'est une première pour le FC Vaduz U23. 
| Date          | Équipe 1          | Résultat | Équipe 2     |
| ------------- | ----------------- | -------- | ------------ |
| 21 avril 2015 | FC Triesenberg    | 1 - 0 ap | FC Vaduz U23 |
| 21 avril 2015 | USV Eschen/Mauren | 0 - 2    | FC Vaduz     |

## Finale
| 13 mai 2015 | FC Vaduz                                                         | 5 - 0 | FC Triesenberg | Sportpark Eschen-Mauren, Eschen            |                                            |
| 18:30       | Abegglen 21e · Muntwiler 26e · Schürpf 29e · Lang 63e · Sara 90e |       |                | Spectateurs : 919 Arbitrage : Sascha Amhof | Spectateurs : 919 Arbitrage : Sascha Amhof |